# TOKYO COOL
TOKYO COOL（トウキョウクール）は、グレープカンパニーに所属している日本のお笑いコンビ。

## メンバー
カンカン（本名：柳沢 寛雄〈やなぎさわ ひろお〉1976年7月14日（49歳） - ）
ボケ・ネタ作り担当、立ち位置は向かって左。
兵庫県西宮市出身。
金光第一高等学校（現金光大阪高等学校）卒業。
高校生の頃に漫才コンビを組んで吉本興業のアマチュアイベントに出演後、高校卒業後に吉本から正式デビュー。その後ひばりプロダクションに所属した時期もある。また1996年から1997年3月にかけ、一時期芸人を引退していた。
これまでのコンビ・グループ遍歴は、『マイネームイズ』 → ピン芸人『柳沢寛々』 →『GOBUGOBU』（五人組） → コンビ『赤いタンバリン』（GOBUGOBUのリーダー・吉内一洋とのコンビ）→ピン芸人『カンカン』→漫才コンビ『浜風キット』（イカとのコンビ） → ピン芸人『カンカン』、そして現在のTOKYO COOLに至る。
個人での芸名も、本名から「ダーリン柳沢」→「柳沢寛々」→「柳沢カンカン」→「カンカン」と変遷。

前 すすむ（まえ すすむ、本名：上林 尊久〈うえばやし たかひさ〉1976年2月22日（49歳） - ）
ツッコミ担当、立ち位置は向かって右。
和歌山県出身。身長166cm、血液型B型。
NSC大阪校15期中退。吉本時代はピン芸人として本名で活動の後に、漫才コンビ「ヤムヤムインナーチョップ」を結成。現在の芸風とは違ってセンスで勝負するタイプのネタを得意としていた。笑い飯や千鳥・大悟らとインディーズライブ「魚群」を立ち上げ活動していた。
東京進出後は浅井企画、渡辺プロダクションなどを経て、2001年にトリオ『こんらんチョップ』を結成してマセキ芸能社にて活動。こんらんチョップ時代の芸名は「ドテ林」だった。2008年10月末、こんらんチョップを解散。その後は北口一樹と共に『電撃ホルモンや』を結成、2009年に『グーとパー』へ改名した。2013年10月15日、北口の芸人引退に伴い解散。グーとパー解散後はピン芸人『前進』及び『前すすむ』として活動していた。
ドラマ『Chef〜三ツ星の給食〜』で共演していた縁から、川口春奈と仲が良い。上京して友達ができないことが悩みだという川口が、「珍しくドラマの共演者で友達になった“唯一の友達”」として前の名前を挙げている。

## 来歴
2015年、当時共にピン芸人として活動していたカンカンと前すすむによりコンビ結成。組んだ当初のコンビ名は『全力じじぃ』だった。
ステージ衣装は主に青のデニム地のジャケットとジーパン。ネタは主に漫才で、そのスタイルはポジティブな「ひょうきん漫才」と言われる（2人で言い合いになってつかみ合った後に共同でボケる、といったパターンなど）。最後には「全力じじぃ ひょうきん」とプリントされたTシャツ（「ひょうきん」はバラエティ番組『オレたちひょうきん族』のタイトルロゴとほぼ同じ）を見せてネタを終えている。
2019年12月3日（2日深夜）放送の『有田ジェネレーション』の「改名サミット」内でコンビ名を『TOKYO COOL』に改めた。
2023年6月末をもって、SMAを退所、フリーとして活動していくことを発表した。2024年3月23日にグレープカンパニーに所属したことを発表した。
2025年8月18日に漫才協会に入会したことを発表した。

## 賞レース戦歴

### M-1グランプリ
| 年度             | 結果         | 順位 | エントリー No. | 備考                                           |
| ---------------- | ------------ | ---- | -------------- | ---------------------------------------------- |
| 2015年（第11回） | 2回戦敗退    |      | 660            |                                                |
| 2016年（第12回） | 3回戦進出    |      | 1086           |                                                |
| 2017年（第13回） | 3回戦進出    |      | 1808           |                                                |
| 2018年（第14回） | 3回戦進出    |      | 1909           |                                                |
| 2019年（第15回） | 3回戦進出    |      | 2279           |                                                |
| 2020年（第16回） | 2回戦敗退    |      | 2693           |                                                |
| 2021年（第17回） | 2回戦敗退    |      | 2932           |                                                |
| 2022年（第18回） | 2回戦敗退    |      | 3596           | 1回戦1位通過                                   |
| 2023年（第19回） | 3回戦進出    |      | 4900           | 2回戦敗退後、追加合格し3回戦進出。1回戦3位通過 |
| 2024年（第20回） | 準々決勝進出 |      | 6473           | 1回戦1位通過                                   |

### その他
- 2021年 にちようチャップリン THEノブ杯 優勝
- 2021年 第15回SMAホープ大賞 準優勝
- 2022年 12秒グランプリ 優勝
- 2022年 G-1グランプリ2022 第6位
- 2024年 マルコポロリ-1グランプリ 優勝

## 出演

### テレビ
- saku saku（テレビ神奈川、2007年4月2日 - 2010年4月2日、2011年7月4日 - 2011年7月8日、2011年8月8日 - 2011年8月12日、2014年3月31日 - 2016年4月1日）- カンカンのみ（月曜日 - 金曜日）
- ジモトトピックス ジモトビ（J:COMチャンネル、2012年4月2日 - 2016年10月2日）- 杉並区（月曜日 - 金曜日）、カンカンのみ
- いまどこ！？イレブン（J:COMチャンネル、2013年4月2日 - 2015年5月17日）- カンカンのみ（月曜日 - 金曜日）
- 学生才能発掘バラエティ 学生HEROES!（テレビ朝日、2014年2月26日・3月5日）- カンカンのみ
- 聖夜のネタ祭!お笑いクリスマスショー!!（TBS、2015年12月22日）
- さまぁ〜ずのクイズ!芸人100人が答えました（TBS、2016年1月6日）
- 行列のできる法律相談所（日本テレビ、2016年2月28日・8月14日）- カンカンのみ
- こそこそチャップリン（テレビ東京、2016年3月5日・3月12日・3月19日・3月26日）
- じわじわチャップリン（テレビ東京、2016年6月25日・7月2日・7月9日・7月16日・8月13日）
- 前略、西東さん（中京テレビ放送、2016年6月25日）
- ウソのような本当の瞬間!30秒後に絶対見られるTV（テレビ東京、2016年7月5日）
- そこそこチャップリン（テレビ東京、2016年8月21日）
- 第60回 東京高円寺阿波おどり（J:COMチャンネル、2016年8月27日・8月28日）- 生中継放送、カンカンのみ
- ぐいぐいチャップリン（テレビ東京、2016年9月23日）
- バナナマンの爆笑ドラゴン（NHK総合テレビジョン、2016年9月24日）
- ZIP!（日本テレビ、2017年1月9日・1月31日・2月23日・5月2日・10月11日・11月23日、2018年1月31日、2019年2月6日・3月7日）
- 春先どり桜祭り WOWOW10時間無料放送（WOWOW、2017年3月4日）
- ウチのガヤがすみません!（日本テレビ、2017年7月11日・11月7日、2018年7月3日）
- にちようチャップリン（テレビ東京、2017年7月16日・8月6日・8月13日・8月27日・9月3日、2018年1月28日・6月10日・6月17日）
- 痛快TV スカッとジャパン（フジテレビ、2018年2月5日・3月26日・4月30日・5月21日・5月28日・6月4日・7月30日・9月9日、2019年2月11日・3月4日・4月15日）- 前すすむのみ
- 東京オーディション(仮)（TOKYO MX、2018年11月5日・12月3日・12月10日、2019年1月14日・2月11日・3月4日・4月1日・6月17日・7月15日・8月19日・9月30日・10月21日・11月18日・12月16日、2020年1月27日・2月24日・3月16日・3月23日・3月30日）
- あらぶんちょ！Laugh is All（東京ケーブルネットワーク【TCN】、2018年12月24日 - 2018年12月30日、2019年12月30日 - 2020年1月5日、2022年1月1日 - 2022年1月9日、2022年5月23日 - 2022年5月29日、2022年7月25日 - 2022年7月31日、2022年8月22日 - 2022年8月28日、2022年9月26日 - 2022年10月2日、2022年12月26日 - 2023年1月1日、2023年1月30日 - 2023年2月5日、2023年4月24日 - 2023年4月30日）- 前すすむのみ
- Yes!MAP６（TOKYO MX、2019年2月13日）
- アイドルゾーン20時（TOKYO MX2、2019年4月1日 - 6月28日）- MC（月曜日-木曜日）[26]
- 有田ジェネレーション（TBS、2019年8月5日、2019年10月21日 - 2021年3月22日）- 地上波レギュラー出演
- 有吉反省会（日本テレビ、2019年12月7日）- カンカンのみ
- 有田ジェネレーションSP 有田×マツコ×コント師たちの新感覚ドラマコント（TBS、2020年1月1日）
- 西村いちか ゴルフ大好き!! （TOKYO MX2、2020年2月11日）- カンカンのみ
- くりぃむナンチャラ（テレビ朝日、2020年6月5日・6月12日）
- 旅人発案旅番組はじめました（TOKYO MX、2020年9月7日・9月14日）
- 的場浩司のスイーツ男子塾！（IBC岩手放送etc、2020年10月10日から順次に放送）- ep01-12
- ARIGATEENA TV（テレビ埼玉、2021年2月28日・3月21日、2023年9月17日・9月24日）
- ネタパレ（フジテレビ、2021年4月23日・5月14日・5月28日・6月4日・7月2日・8月13日・9月3日・10月29日・11月12日・12月10日・12月31日、2022年1月7日・1月28日・2月25日・3月18日・3月25日・4月1日・5月20日・12月31日、2024年9月20日、2025年5月10日・8月16日）
- ENGEIグランドスラム（フジテレビ、2021年5月1日、2022年2月26日）
- お笑い合戦 独眼竜カミナリ（khb東日本放送、2021年7月3日・10月21日・10月30日、2022年1月22日・1月29日・5月12日・5月19日・6月18日・6月25日・10月20日・10月27日）
- ザ・ベストワン（TBS 、2021年7月23日・10月15日・11月12日、2022年1月21日・3月4日・4月1日）
- そろそろにちようチャップリン（テレビ東京、2021年8月21日・8月28日・10月16日・10月23日、2022年3月26日）
- 賞金奪い合いネタバトル ソウドリ~ SOUDORI ~（TBS 、2021年8月30日、2022年10月31日・11月21日、2023年5月1日・5月22日・11月6日）-2023年5月22日は解体新笑のVTR出演
- 千原ジュニアの座王（関西テレビ放送 カンテレ、2021年9月11日）
- 有田Pおもてなす（NHK、2021年9月18日）
- お笑いオムニバスGP（フジテレビ、2021年9月20日、2022年1月2日）
- 全力！脱力タイムズ（フジテレビ、2021年12月3日、2022年12月2日、2024年6月14日）
- IPPANグランプリ（フジテレビ、2021年12月4日）
- お笑い実力刃（テレビ朝日、2021年12月8日）
- フットンダ王決定戦2022（中京テレビ放送、2022年1月1日）
- 爆笑ヒットパレード（フジテレビ、2022年1月1日、2025年1月1日）
- 千鳥のクセがスゴいネタGP 新春2時間SP（フジテレビ、2022年1月1日）
- SHOW激！今夜もドル箱（テレビ東京、2022年2月8日・10月25日、2024年1月30日）
- ぐっと（中京テレビ放送、2022年3月25日）
- サンド道楽（BSフジ、2022年4月3日・4月10日）
- おじゃる丸（NHK Eテレ、2022年4月5日）- 声優として出演
- 旅番組はじめました（岩手めんこいテレビ、2022年4月7日・4月14日）
- さんまのお笑い向上委員会（フジテレビ、2022年4月16日）
- スッキリ（日本テレビ、2022年4月18日）
- ぴったりにちようチャップリン（テレビ東京、2022年4月30日・5月7日・8月6日・8月13日・12月17日・12月24日）
- 中居正広の金曜日のスマイルたちへ SMA芸人大集合SP（TBS 、2022年5月6日・5月20日）
- アメトーーク!（テレビ朝日、2022年5月19日）- 売れてないのに子供いる芸人、カンカンのみ
- GROW EGG!!（スカパー!、2022年7月）
- 旅番組まかせちゃいます！（広島テレビ、2022年7月10日・7月24日）
- 出没!アド街ック天国（テレビ東京、2022年7月16日）
- す・またん！（読売テレビ、2022年7月29日）
- アカデミーナイトＧ（TBS 、2022年8月23日）
- ポップUP!（フジテレビ、2022年9月23日）
- サンドウィッチマンのどうぶつ園飼育員さんプレゼン合戦 ZOO-1グランプリ（TBS 、2022年10月11日・10月25日・11月8日・11月15日・11月22日・11月29日・12月6日・12月13日、2023年1月10日・1月24日・1月31日）
- キャラダチミュージアム～MoCA～（フジテレビ、2023年1月8日・3月26日）
- ぽかぽか（フジテレビ、2023年1月17日・3月21日、2024年4月16日）
- ラヴィット！（TBS 、2023年1月25日・2月3日・6月21日 、2025年2月13日）- 2025年2月13日はカンカンのみ
- Soleいいね！（静岡放送、2023年5月26日・6月9日・6月29日）
- サンドウィッチマンの衝撃ギャップ（フジテレビ、2023年6月20日・6月27日）
- イブ6プラス（とちぎテレビ、2023年8月18日）
- ザ・マジックシアター（BSフジ、2024年1月2日）
- あらぶんちょ！相関図メーカーすすむ（東京ケーブルネットワーク【TCN】、2024年3月18日 - 2024年3月24日）- 前すすむのみ
- サンド伊達のコロッケあがってます（BS-TBS、2024年8月23日・9月27日、2025年3月14日・3月28日）
- カブるな 1/100（関西テレビ放送 カンテレ、2024年8月25日）
- 証言者バラエティ アンタウォッチマン!（テレビ朝日、2024年9月17日）- 写真のみ出演
- 芸能人が本気で考えた！ドッキリGP（フジテレビ、2024年11月23日、2025年3月29日・4月19日）
- 淳×ジュニア×有吉 40歳-50歳 〜10年観察～（TBS 、2024年11月27日）- 千原ジュニアの2021年今面白いと思う若手芸人として写真出演
- マルコポロリ！（関西テレビ放送 カンテレ、2024年12月15日、2025年1月5日・3月16日）
- ウソかホントかわからない やりすぎ都市伝説（テレビ東京、2025年3月19日）- 配信特別版、カンカンのみ
- 劇場版『僕とロボコ』公開直前！実写版ロボコオーディション（テレビ東京、2025年3月30日・4月17日・5月5日）
- すっかりにちようチャップリン（テレビ東京、2025年4月19日・4月26日）
- サステナ探検隊 かながわGREENs（J:COMチャンネル、2025年7月5日・7月12日・7月19日・7月26日・8月2日・8月9日・8月16日・8月23日・8月30日）- カンカンのみ
- 白黒アンジャッシュ（千葉テレビ放送チバテレ、2025年8月5日・8月12日）
- 24時間テレビ（中京テレビ放送、2025年8月30日）- お笑いキャラバン隊

### ラジオ
- アゲメン↑↑↑（RADIO BERRY FM栃木、2013年4月7日 - 2018年10月28日）- 毎週日曜日、カンカンのみ
- メロータッチ（エフエム茶笛、2013年4月12日 - 2014年6月6日）- 毎週金曜日、前すすむのみ
- RBZ friday（RADIO BERRY FM栃木、2014年4月4日 - 2019年3月29日）- 毎週金曜日、カンカンのみ
- アップダウン教育委員会（Webラジオ放送局「ソラトニワ銀座」、2016年5月19日）- 前すすむのみ
- 街こい浦安（浦安ネットラジオ ちょあへよ、2016年8月19日、2017年8月4日）
- マイナビ Laughter Night（TBSラジオ、2017年2月18日、2019年12月13日）
- ポリスじろうのイクメンHOT TIME（東京ネットラジオ、2017年2月22日）- カンカンのみ
- コントネコラジオ（RADIO TOMO、2017年5月12日）
- Radio Berry開局25周年記念SpecialProgram 25時間生放送～！~Always beside You Radio~（RADIO BERRY FM栃木、2019年4月1日）
- DNA先端医療presents 山田邦子のルーズベルトな夜（2019年7月5日 - 2021年6月21日 、渋谷クロスFM）- アシスタント、前すすむのみ
- ファイティングビアガーデン（ミヤラジ、2019年9月12日）- 前すすむのみ
- Nutty Radio Show THE魂（NACK5、2020年1月2日）
- ちば缶（SKYWAVEFM89.2、2022年1月29日・4月3日・6月5日）
- KUSU KUSU（BAYFM78、2022年2月18日・2月25日・8月21日・8月28日）
- ナイツ ザ・ラジオショー（ニッポン放送、2022年3月17日）
- 秘密結社ニルヴァージュ∀のニルバース（InterFM897、2022年8月29日・9月5日）- カンカンのみ
- 帰ってきたサンドウィッチマンの天使のつくり笑い 〜年忘れラジネタフェス2022!〜（NHK、2022年12月30日）
- MUSIClock with THE FIRST TIMES（InterFM897、2023年2月27日）
- GOGOMONZ（NACK5、2023年6月21日・11月15日・12月07日、2024年6月12日・09月10日・10月21日、2025年6月18日）
- Stylish wind（ゆめのたね、2023年7月4日・7月11日・7月18日・7月25日）- 前すすむのみ
- シマノエ定食の気まぐれ定食（鳥越アズーリFM、2023年8月6日）
- 鹿見勇輔 福祉のラジオ（RCCラジオ、2023年8月16日）- カンカンのみ
- マシンガンズの働きタイミー（文化放送、2023年12月1日）
- むんむのやってるデーフライデー（ラヂオきしわだ、2024年1月12日）- 前すすむのみ
- IxC トレイン（FM CUBE、2024年2月12日）- カンカンのみ
- 広島すまいるパフェ（FMちゅーピー、2024年3月4日）- カンカンのみ
- 荻野真理の「Mari 得 Radio」（775 Lively FM、2024年4月6日）- 前すすむのみ
- FAN x FUN Wednesday船橋ひまわり娘 まるごとチバニアン（SKYWAVEFM89.2、2024年5月8日・5月15日）- MC、カンカンのみ
- 大竹まこと ゴールデンラジオ！（文化放送、2024年5月16日）
- サンドウィッチマン ザ・ラジオショー サタデー（ニッポン放送、2024年6月1日）
- Pooping at school！（FMやまと、2024年11月7日・11月14日・11月21日・11月28日・12月5日・12月12日）
- ポジティブ ジャパン！（渋谷クロスFM 、2024年12月から毎月第4日曜日）-メインパーソナリティ
- ツギハギ木曜日 ～雨宮萌果のまにまに～（ABCラジオ、2025年6月5日）

### テレビドラマ
- Chef〜三ツ星の給食〜（フジテレビ、2016年10月13日 - 12月15日） - 前すすむのみ（須藤 篤 役）
- コンフィデンスマンJP（フジテレビ系「月9」、2018年4月9日 - 6月11日） - 前すすむのみ（第5話、医者 役）

### 映画
- お口の濃い人（2019年、監督：コーエンジ・ブラザーズ、脚本：沖正人）- 前すすむのみ（店員 役）
- 女子大小路の名探偵（2023年、監督：松岡達矢、脚本：秦建日子）- 前すすむのみ（権力者に忖度する管理職 役）
- ガチャコン！3ヒーロー編（2024年、監督・脚本：ムラヤマ・J・サーシ）- 友情出演（カンカン：柳本 役、前すすむ：下林 役）

### CM・広報・モデル
- ハウス食品「ウコンの力レバープラスpresentsレバプラちゃんねる」（2014年12月）- 前すすむのみ
- マルベル堂「全力じじぃブロマイド」（2016年6月 - ）
- ゴキゲンファクトリー原宿アイリー「おもしろTシャツ&プルオーバーパーカー&帽子&前掛け」（2016年7月 - ）
- SUNTORY「こだわり酒場のレモンサワーの素「レモン沢富美男・お店」篇」（2018年4月）- 前すすむのみ
- 川崎ルフロン「川崎ルフロンリニューアル記念CMショートドラマ」（2019年4月）- 前すすむのみ
- KIRIN & 宇都宮餃子会「宇都宮餃子シリーズとキリンビール商品を合計800円購入して応募しよう！」（2021年9月）
- 宇都宮餃子会「おうちで宇都宮餃子祭りオンライン2021」（2021年11月）
  - ポッカサッポロフード「ポッカレモン100」
  - mizkan「味ぽん」
  - KIRIN「キリン一番搾り」
  - 株式会社ユーユーワールド「ご飯にかけるギョーザ」
  - auPAY「auPAYコード支払」
  - 株式会社マルシンフーズ「宇都宮しそ入り餃子 & 宇都宮野菜餃子」
  - 宮島醤油「宇都宮野菜餃子カレー & 餃子の具でシリーズ & 岩下の新生姜シリーズ」
- 一般社団法人日本損害保険協会「自賠責保険キャンペーンWEB CM」- 前すすむのみ
  - 「ちゃんと見てみて！期限確認！自賠責保険」（2022年2月）
  - 「マストだよ!!!!!!! 自賠責保険」（2023年3月）
- 株式会社レ・クリエーション「REALIVE360お笑いVR ¿WARAUKA]」（2022年3月 - 9月）
- Still Good「規格外野菜もったいない野菜のTシャツ」（2022年12月）
- 書籍「お金をかけない集客図鑑 by 吉澤 健仁」紹介動画 Vol.1-5（2023年2月）
- 株式会社アカシアの樹「アカポリ血圧・血糖Wダウン」
  - 「どないせぇーゆーねんズ編、第一弾」（2023年6月収録）
  - 「どないせぇーゆーねんズ編、第二弾」（2023年11月収録）
  - 「どないせぇーゆーねんズ編、第三弾」（2024年7月収録）
  - 「どないせぇーゆーねんズ編、第四弾」（2024年10月収録）
- 文京区「介護について語り合います、オラキオの介護すてき発見‼」（2023年9月）- カンカンのみ
- USEN-NEXT HOLDINGS「突撃！U-MAがゆくVol.1-4」（2023年9月 - 10月）- 前すすむのみ
- バイテク情報普及会「遺伝子組み換え作物について楽しく学ぶ バイテククイズ王 遺伝子組み換え編」（2024年2月）
- 藤沢スマイル歯科「歯は大事！スマイル歯科」（2025年5月- 6月）

### ネット放送
- 前すすむの前進リップサービス（ニコジョッキー）- 2014年1月23日の「ますあやの朝ズボッ！」 から現在まで、月一放送、 前すすむのみ、#36 #39 はカンカンも出演
- 若手ベテラン会（ニコジョッキー、2016年6月20日・7月18日）- 前すすむのみ
- ジョッキー年末特番2016 一夜限りの復活（ニコジョッキー、2016年12月25日）- 前すすむのみ
- 全力GETLIVE（ニコニコ動画、2016年12月25日）
- ワロップ放送局 かいとも！（ WALLOP、2017年7月22日）- カンカンのみ
- TOKYO COOLのガールズトークdeショー
  - WALLOP （2019年9月14日・9月28日・11月23日・12月14日、2020年1月11日・2月8日・2月22日・3月14日・3月28日・6月13日・7月11日・8月8日・8月22日・9月12日・9月26日・10月24日・11月14日・11月28日・12月26日、2021年1月9日・1月23日・2月13日・2月27日・3月13日・4月10日）
  - YouTube（2021年5月26日・6月17日・6月23日・7月8日・9月16日・9月22日・10月27日・11月24日）
  - SHOWROOM & YouTube（2021年12月22日、2022年1月26日・2月24日・3月23日・4月27日・5月25日・7月27日・8月24日・9月28日・10月26日・12月28日、2023年1月25日・2月15日・3月22日・5月24日・6月28日・7月26日・8月23日、2024年1月13日・3月9日・5月11日・12月14日、2025年2月8日）
- TOKYO COOL(元全力じじぃ)の前すすむですわな ! （HAKUNA Live、2020年5月1日・5月2日・5月4日・5月5日・5月7日・5月9日・5月11日・5月13日・5月16日・5月19日・5月20日・5月25日・5月28日・6月5日・6月6日・6月17日・6月19日・6月22日・6月25日・7月3日）- 前すすむのみ
- カンニング竹山の土曜The NIGHT（ABEMA）
  - #107～おっさんも第7世代に入れる説～（2020年7月10日）
  - #146～馬鹿よ貴方は新道のお笑い論～（2021年7月4日）
- NEWジャッジメント#10（ニコニコ動画、2020年11月21日）- 審査員、前すすむのみ
- ぁみ木曽のメガネ祭り（InstagramのIGTV、2021年2月18日）
- 有田ジェネレーション（Paravi、2021年5月・12月、2022年8月・9月）
- TOKYO COOLの全力TOKYOCOOLじじぃ（ニコジョッキー、2021年5月31日・6月30日・8月30日・9月30日）
- チャンスの時間（ABEMA）
  - #145：受刑者を笑わせろ！慰問ネタグランプリ！オープニング長回し選手権！（2021年7月28日）
  - #208：相方に秘密を暴露しておこう！カミングアウト漫才2023（2023年1月1日）
- 12秒グランプリPresented by MEGA BIG（ABEMA、2022年1月13日[3]）
- アメトーーク！オンラインLIVE - パクりたい-1グランプリ（テレ朝動画、2022年2月5日）
- Asamiフェス2022（ふわっち、2022年8月12日）
- 石橋貴明プレミアム第16弾 東西お笑い水泳大会 in 大磯（ABEMA、2022年8月21日）
- 解決！？おじPhone Club（TelPeRFO、2022年11月26日、2023年1月13日・2月17日）- 前すすむのみ
- ジョッキー12周年記念特番「映像で振り返る12年」（ニコジョッキー、2023年11月20日）- 映像のみの出演、前すすむのみ
- 晴れたらいいしウけたらいいね！（Li-Cu、2024年4月29日・6月14日・7月18日・9月26日・12月2日、2025年2月6日・3月20日・6月27日）- カンカンのみ
- 今だから話せる！ ぼくたちは！ 《ひばりプロダクション》でした！（Li-Cu、2024年6月18日）- カンカンのみ
- WINTICKET ミッドナイト競輪（ABEMA、2024年6月21日・9月14日、2025年1月12日）
- 芸人生き様チャンネル 《ＨＥＹ！ 芸人マスターズ！パーン！》（Li-Cu、2024年7月17日・8月20日・9月17日・11月26日、2025年1月21日・3月6日）- カンカンのみ
- 小力の小部屋（マシェバラ、2024年10月16日・11月13日）
- ニッチュエーションGP（TikTok、2024年11月10日・11月17日）
- ダイナマイト#2i2（ニコニコチャンネルプラス、2024年11月20日）
- 楽遊のさきどり☆BOYS  楽遊BOYSフェス（ミクチャ、2024年11月25日）- カンカンのみ
- ヨソーロック・ホームズ生名古屋競馬予想！（Li-Cu、2025年2月10日）- カンカンのみ

### ライブ
- 全力宮益坂!トークライブ&漫才会（東京・渋谷Oda）
- 全力千川じじぃライブ（東京・千川BeachV）

カンカン個人での出演はカンカン (お笑い芸人)#出演の節を、前すすむの「こんらんチョップ」「電撃ホルモンや」「グーとパー」時代の出演はグーとパー#出演番組の節を参照。

### ゲーム
- ガールフレンド（仮）（悪太鼓男）- 前すすむのみ

### 取材
- FLASH「40代でブレイク「TOKYO COOL」　千鳥、笑い飯らとしのぎ削ったおっさん芸人が25年めにして開花！」（2021年6月26日）
- 日刊ゲンダイ「45歳コンビTOKYO COOL 四半世紀に及ぶ下積み時代を語る」（2021年10月4日）
- お笑いナタリー「TOKYO COOLが12秒ネタ大会で優勝、「うれしーーーーー!!!」喜びや目標語る」（2022年1月18日）
- Cocotame「TOKYO COOL：ショートボケを連発するひょうきん漫才の“全力じじぃ”」
  - 前編（2022年3月14日）
  - 後編（2022年3月15日）
- 毎日新聞「センバツ2022　2回戦　金光大阪、粘り抜く　逆転サヨナラ大歓喜　／大阪」（2022年3月26日）- カンカンのみ
- FRIDAY「40代コンビが意外人気！TOKYO COOL「ブレイクのワケ」」（2022年3月29日）
- SHOW-OFF「SHOW-OFF #089 TOKYO COOL」（2023年3月8日）
- modelpress「TOKYO COOL、ホッケー日本代表を応援 選手のプレーに感動「絶対にパリ五輪へいくぞー！」＜ホッケーしなフェス2023＞」（2023年10月2日）
- お笑いナタリー「TOKYO COOLがグレープカンパニーに所属「売れる！という形で恩返しをしていきたい」」（2024年3月23日）
- 金光大阪中学校・高等学校 同窓会「金光大阪中学校・高等学校 同窓会ニュース キラリ卒業生」（2024年8月13日）- カンカンのみ
- お笑いナタリー「TOKYO COOL、グレープカンパニー所属後初の単独ライブ開催」（2024年9月12日）